# Rifugio Antonio Omio
Il rifugio Omio è un rifugio alpino situato nel comune di Val Masino, in Valtellina, a 2.100 m s.l.m.

## Caratteristiche e informazioni
Edificato nel 1937 dalla Società escursionisti milanesi, fu progettato da Ambrogio Risari (da cui prende il nome il sentiero che conduce al rifugio Gianetti) e fu dedicato alla memoria di Antonio Omio, alpinista morto sulla punta Rasica nel 1935. Nell'autunno del 1944 fu incendiato dai fascisti e fu ricostruito in due fasi successive, nel 1946 e nel 1948. Nel 1970 e a cavallo tra il 1997 e il 1998 il rifugio venne riammodernato e ristrutturato quasi in toto.
Sul retro del rifugio c'è il bivacco invernale dedicato a Silvio Saglio, autore di numerose monografie di carattere alpinistico.

## Accessi
Di norma si parte dai Bagni di Masino e passato il complesso termale, seguire i segnavia rosso-bianchi su sentiero di difficoltà E. Il rifugio è accessibile anche dalla val Codera, seguendo il sentiero Roma e deviando a destra sul sentiero A11 poco prima del Passo del Barbacan e scollinando nella valle dell'Oro tramite l'omonimo passo. Partendo dal rifugio Brasca e attraversando la Val Spassato, si raggiunge l'Omio lungo il sentiero A9, che passa dal bivacco Valli (1870 m) e il passo Ligoncio. Inoltre dal rifugio Omio, parte il Sentiero Risari che porta direttamente al rifugio Gianetti attraverso il Passaggio del Barbacan, o Barbacan sud-est, dorsale compresa tra il monte Boris e il pizzo Barbacan

## Ascensioni
- Pizzo Ligoncio (3.033 m)

## Traversate
- Rifugio Gianetti in Val Porcellizzo per il passo del Barbacan sud-est (A1)
- Rifugio Luigi Brasca in Val Codera per il Passo Ligoncio (A9)
- Rifugio Luigi Brasca per il Passo dell'Oro (A11)

## Ambiente e alpinismo
Nonostante la quota piuttosto elevata, il rifugio Omio è una delle mete preferite dalle scuole di alpinismo e di arrampicata su roccia visto che, sin dai primi giorni del mese di giugno, la favorevole esposizione della valle libera solitamente dalla neve le pareti che possono così essere scalate. Intorno al rifugio sono numerose le cime (le più conosciute sono i Pizzi dell'Oro, la Punta della Sfinge, la Punta Milano e il PIzzo LIgoncio) che offrono percorsi alpinistici di arrampicata su roccia di ogni grado e difficoltà, dunque adatti alla preparazione tecnica di ogni singolo allievo.